# Gibson Technology

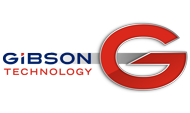
Logo de Gibson Technology.

Gibson Technology es una empresa automotriz y equipo de automovilismo con sede en Repton, Derbyshire, Inglaterra. Fue fundada por Bill Gibson y Brian Mason como Zytek Engineering en 1981.

## Historia

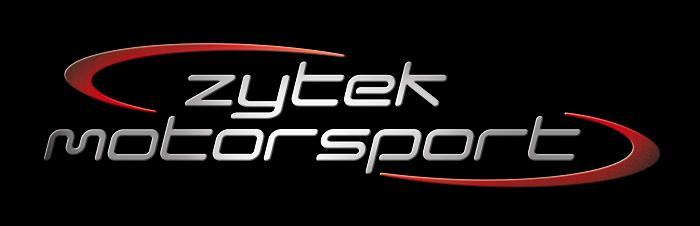
Logo de Zytek Motorsport.

En 1981, Gibson y Mason fundaron el Grupo Zytek con dos divisiones principales: Zytek Automotive, con sede en Fradley; y Zytek Engineering, con sede en Repton.
En 2000, Motorola adquirió el 19% de Zytek Automotive. En 2006, pasó a manos de Continental AG, una empresa de ingeniería alemana, que compró todas las divisiones automotrices de Motorola y posteriormente comenzó a aumentar su participación en Zytek Automotive al 50%. Desde 2014, Zytek forma parte de Continental después de adquirir todo el negocio.
Zytek Engineering, la otra parte del Grupo Zytek, permaneció bajo el liderazgo de Gibson y pasó a llamarse Gibson Technology el 1 de octubre de 2014.

## Dentro del automovilismo
Zytek Motorsport es la marca utilizada para la gama de productos y aplicaciones de automovilismo del Grupo Zytek.
En 1987, Zytek compró el equipo británico Alan Smith Racing para ampliar su participación en el automovilismo. Inicialmente, el equipo apoyó a Jordan Grand Prix en la Fórmula 3000 Internacional antes de que el equipo finalmente decidiera concentrarse en el desarrollo de motores.
Zytek volvió a dirigir un equipo en 2004 cuando la compañía participó en la Le Mans Endurance Series con su primer automóvil deportivo, el Zytek 04S, que terminó segundo en el Campeonato de Escuderías en 2005 con dos victorias generales. Zytek Engineering continuó haciendo campaña en Le Mans Series, así como en American Le Mans Series y las 24 Horas de Le Mans.

### Años 2000
En 2002, Zytek compró algunos de los restos del extinto Reynard Motorsport a International Racing Management (IRM). Estos activos incluían los derechos del prototipo Reynard 02S, del que solo se había completado uno desde la desaparición de la empresa. Zytek ya había suministrado un motor al chasis existente, por lo que fabricaría más ejemplares bajo el nombre de Zytek 04S, ofreciendo tanto el chasis como el motor en un paquete completo.
Debido a los cambios en las regulaciones del prototipo en 2006, Zytek actualizó uno de sus chasis 04S existentes mientras construía un tercer automóvil completamente nuevo, llamado 06S. Otros cambios en la reglamentación en 2007 obligaron al equipo a construir un coche totalmente nuevo, el Zytek-07s, que participó en las categorías LMP1 y LMP2 de Le Mans Series.
El Zytek GZ09S demostró ser un éxito en 2009, al ganar el Campeonato de Escuderías de la clase LMP2 con Quifel-ASM y el Campeonato de Pilotos con Miguel Amaral y Olivier Pla.
En 2009, Zytek se convirtió en el primer fabricante en conseguir un podio con un LMP híbrido. El coche, gestionado por Corsa Motorsports, terminó en el podio en su debut en Lime Rock. El Q10 Hybrid es un sistema híbrido paralelo no invasivo, compuesto por un motor-generador, una batería y un inversor. Su propósito es recuperar energía que normalmente se desperdicia durante la desaceleración y posteriormente utilizar esta energía para ayudar al motor de combustión interna durante la aceleración.

### Años 2010 como Zytek
El Zytek Z11SN también ganó la clase LMP2 en las ediciones 2011 y 2014 de las 24 Horas de Le Mans, y Le Mans Series en 2011, en manos de Greaves Motorsport (2011) y Team Jota (2014).

### Años 2010 como Gibson

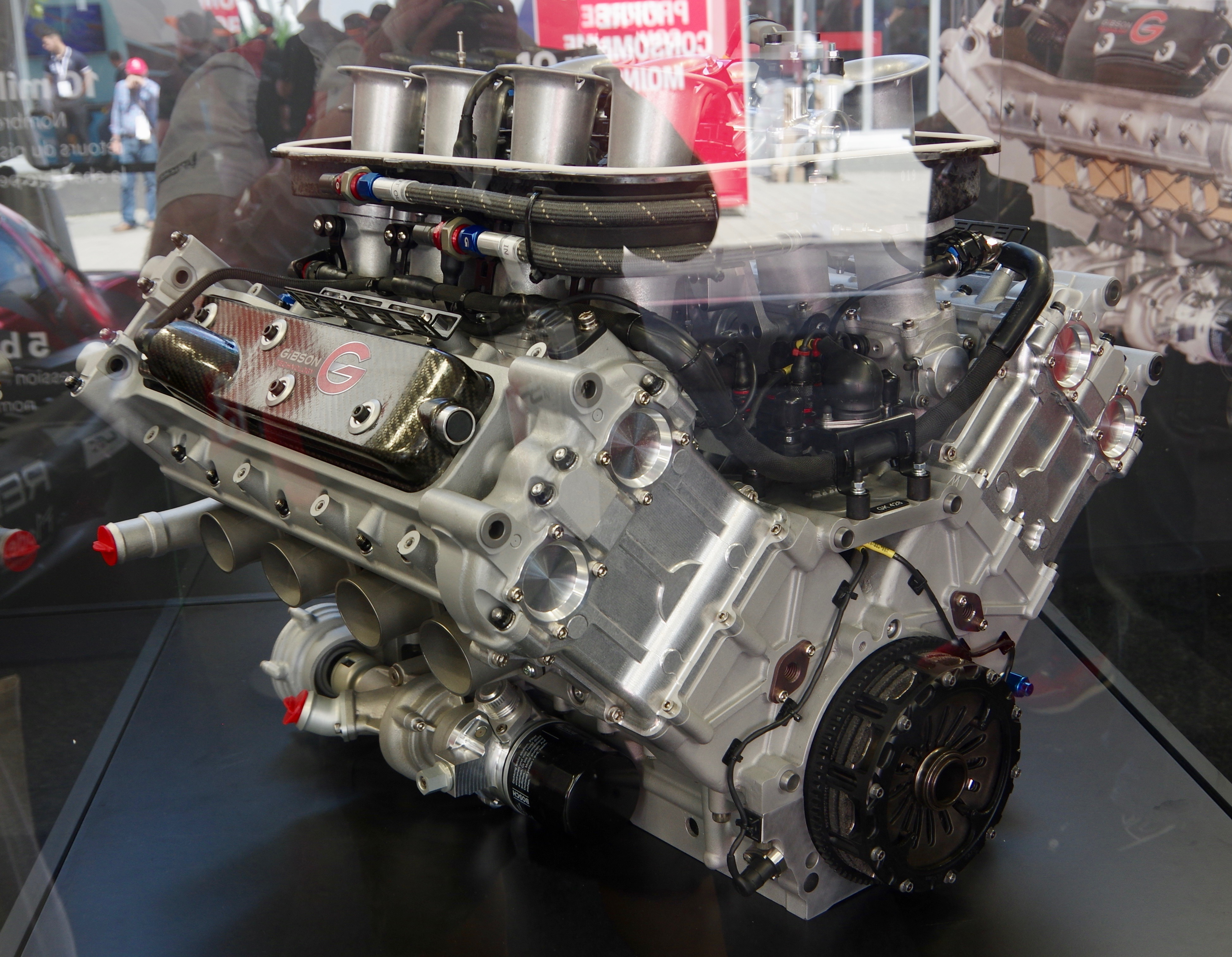
Gibson Technology GL458.

En 2017, la empresa renombrada se convirtió en proveedor de un motor V8 de 4,2 litros de aspiración natural, produciendo aproximadamente 600 hp, para la clase LMP2 de European Le Mans Series, el Campeonato Mundial de Resistencia de la FIA y WeatherTech SportsCar Championship. Dos de los muchos prototipos LMP2 equipados con motores Gibson terminaron en el podio general, y uno lideró la carrera general durante algún tiempo hasta que un Porsche oficial recuperó el liderato.
En 2018, el nuevo motor LMP1 de Gibson, el GL458 de 4,5 litros de aspiración natural, se instaló en el par de Rebellion R13 y BR Engineering BR1 de Rebellion Racing. El motor llevó a los R13 de Rebellion a un resultado 3-4 (1-2 entre escuderías privadas) en Le Mans, detrás de los Toyota TS050 Hybrid. En febrero de 2019, ByKolles Racing anunció que cambiarían al Gibson GL458, dejando de lado el Nissan Nismo VRX30A V6 biturbo de 3.0 litros para su CLM P1/01.

### Años 2020
Gibson fue galardonado con la licitación exclusiva de motores para las regulaciones LMP2 de 2028.

## Zytek Automotive

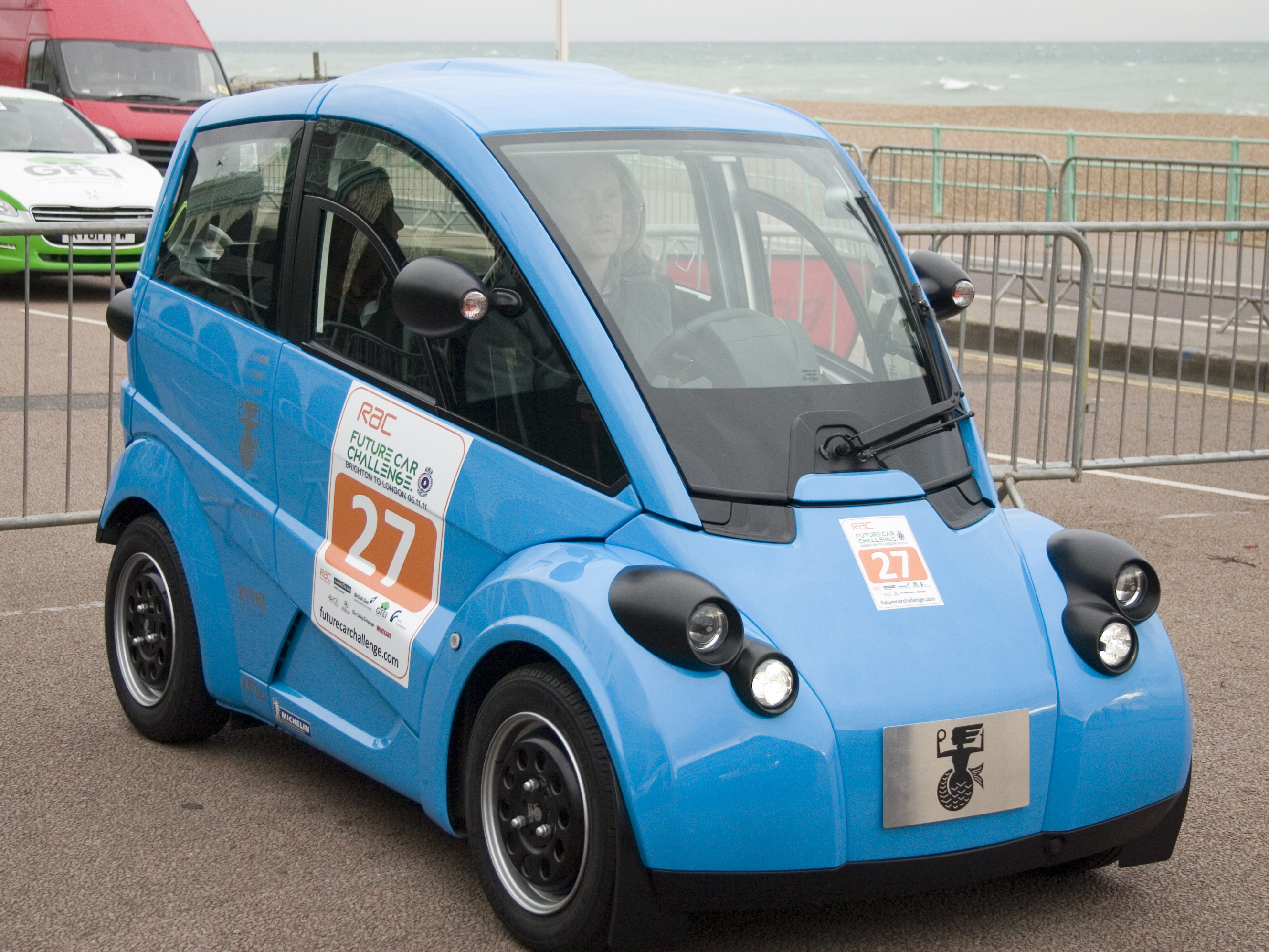
Gordon Murray Design T.27.

Zytek Automotive es una empresa especializada en ingeniería de vehículos y sistemas de propulsión que forma parte de Continental AG, una empresa de ingeniería alemana, desde 2014. Diseña, desarrolla e integra motores eléctricos en una gama de automóviles y vehículos comerciales.
Gordon Murray Design y Zytek Automotive desarrollaron un automóvil urbano totalmente eléctrico de tres plazas, el T.27, que fue posible gracias a una inversión de (US$7,2 million en junio de 2010) de Technology Strategy Board, respaldado por el gobierno.